# Municipio de Brandon (Minnesota)
El municipio de Brandon (en inglés: Brandon Township) es un municipio ubicado en el condado de Douglas en el estado estadounidense de Minnesota. En el año 2010 tenía una población de 713 habitantes y una densidad poblacional de 7,75 personas por km².

## Geografía
El municipio de Brandon se encuentra ubicado en las coordenadas 45°58′38″N 95°34′49″O / 45.97722, -95.58028. Según la Oficina del Censo de los Estados Unidos, el municipio tiene una superficie total de 91.94 km², de la cual 79,01 km² corresponden a tierra firme y (14,07 %) 12,93 km² es agua.

## Demografía
Según el censo de 2010, había 713 personas residiendo en el municipio de Brandon. La densidad de población era de 7,75 hab./km². De los 713 habitantes, el municipio de Brandon estaba compuesto por el 99,02 % blancos, el 0,28 % eran afroamericanos, el 0,14 % eran asiáticos y el 0,56 % eran de una mezcla de razas. Del total de la población el 0,56 % eran hispanos o latinos de cualquier raza.